# Chelsea Grin
Chelsea Grin é uma banda estadunidense de deathcore formada em Salt Lake City, Utah no ano de 2007.  Lançaram dois EPs e sete álbuns de estúdio. Desde 2018, nenhum membro da formação original restou no grupo.
Chelsea Grin foi originalmente formada por Alex Koehler e ex-companheiros de banda. Primeiros membros da banda eram Koehler, o baixista Austin Marticorena e guitarrista Michael Stafford. Marticorena introduziu Andrew Carlston ao Chelsea Grin e assistindo em reescrever as suas músicas, bem como a criação de um novo material. Este processo de escrita levam às faixas de seu primeiro lançamento, EP auto-intitulado, que foi transmitido e divulgado on-line através do iTunes, em seguida, lançado em formato CD em todo o mundo em 27 de julho de 2008. A banda lançou as canções "Crewcabanger" e "Lifeless" como singles, sendo que ambos foi bem recebida pelo público no Myspace.
O nome da banda é derivado do método de tortura no qual se corta o rosto de uma vítima a partir das bordas da boca para os ouvidos: o corte - ou suas cicatrizes - forma uma "extensão" do que se assemelha a um sorriso "rasgado" enquanto a vítima grita. Outros nomes para a prática são "Chelsea Smile" e "Glasgow Smile", por ter sua origem na cidade escocesa de "Glasgow". Em outras áreas da Grã-Bretanha é uma das formas que as gangues deixam para os membros rivais como método de intimidação.

## História

### O inicio e contrato com Artery Recordings
Após o lançamento e sucesso do EP auto-intitulado em julho de 2008, e o contrato com "Statik Factory Records", e algumas pequenas tours de sucesso na costa oeste dos Estados Unidos. Austin Marticorena (baixo) deixou a banda por motivos pessoais. A banda recrutou Jake Harmond para ficar temporariamente no baixo, enquanto a banda encontrava um membro permanente. Pouco tempo depois, a banda demitiu o baterista Andrew Carlston e xelim Kory tomou o seu lugar, assim como Davis Pugh assumiu a posição de baixista em tempo integral. Em abril de 2009, o baterista original Carlston voltou para a banda, substituindo xelim e o guitarrista e membro original Chris Kilbourn deixou a banda para iniciar sua própria gravadora, a Matchless Records. Pouco depois, Jake Harmond novamente entra na banda, desta vez substituindo na guitarra.
Logo depois a banda começou a escrever o seu EP auto-intitulado, eles decidiram dar uma nova rota e mudar Pugh Davis de ser baixista em ser um terceiro guitarrista David Flinn depois se juntou à banda como baixista. A banda então foi adicionada a um pequeno tour semanal de longo prazo no Canadá em junho de 2009 com The Agonist, A Plea for Purging, Arsonists Get All the Girls, Statik Factory labelmates e Attila. Após a bem sucedida turnê, o guitarrista Jaek Harmond decidiu se tornar um membro a tempo inteiro, a banda assinou um contrato com representantes da Fundação Artéria, Mike Milford e Eric Rushing quem então reservando o tempo de estúdio para o Chelsea Grin e gravar seu álbum de estreia, Desolation of Eden no "Lambesis Studios" em San Marcos, Califórnia, em agosto de 2009. O álbum foi produzido por Tim Lambesis vocalista do As I Lay Dying e fundador do estúdio. Uma semana antes de ir para o estúdio, guitarrista Davis Pugh foi expulso da banda, e foi substituído com o ex-companheiro de banda de "Jake Harmond; Dan Jones", de outro local de Salt Lake City da banda Hermione. Enquanto no estúdio a banda assina contrato com a Artéria Recordings, uma gravadora que foi impressa entre The Artery Foundation e Razor & Tie.

### Desolation of Eden
Depois de gravar seu disco de estreia, Desolation of Eden, a banda embarcou em sua primeira turnê completa nos Estados Unidos com Dr. Acula, American Me, e Átila. Desolation of Eden foi lançado em 16 de fevereiro de 2010 e alcançou o número 21 na Billboard Top Heatseekers vendendo 1.500 cópias na primeira semana. Com o sucesso de sua estreia, a banda foi depois apresentado e elogiado pelo Alternative Press, nos jornais de Utah e muitas outras revistas de todo o país e em todo o mundo.
Em agosto de 2010, enquanto a banda estava em Richmond, Virginia no "Thrash and Burn tour", vocalista Alex Koehler sofreu uma lesão grave em sua mandíbula, tê-lo fraturado em três lugares, o que exigiu a banda abandonar a tour final. Koehler foi levado às pressas do local para receber a cirurgia. Apesar disso, a banda ainda realizou sua turnê de duas semanas com Blind Witness e Attila durante setembro de 2010, que Koehler foi substituído por Adam Warren da banda Oceano.
Duas músicas que estreou em auto-intitulado EP da banda, "Cheyne Stokes" e "Recreant", foram regravadas pora o Desolation of Eden. O álbum também alcançou a posição 24 na Billboard New Chart Artists. Atualmente, há dois vídeos de música do disco, "Sonnet of the Wretched" e "Recreant". O vídeo da música "Sonnet of the Wretched" foi filmado em 4 de junho de 2010 como a banda se apresentou um show com ingressos esgotados no The Boardwalk em Orangvale na Califórnia, o vídeo foi, então, lançado em 7 de julho de 2010. Em 2010, enquanto estava em turnê com Iwrestledabearonce, Eyes Set to Kill, The Chariot e Vanna, a banda gravou um videoclipe para o single "Recreant" em uma gravação definir realizada no norte da Califórnia, o vídeo estreou em 13 de janeiro de 2011 no metal Injection. Chelsea Grin confirmou Chris "Zeuss" Harris como o produtor escolhido para a gravação do seu álbum de My Damnation, e entraria no estúdio para a gravação o seu álbum em 13 janeiro 2011.

### My Damnation e Evolve EP
Chelsea Grin acabado de escrever e gravar seu segundo álbum de estúdio em junho de 2011, em que o título foi revelado como sendo My Damnation. Foi lançado no mês seguinte, em 19 de julho de 2011. Em 17 de abril Artery Recordings lançou a faixa-título como o single do álbum, tendo um videoclipe produzido para ele semanas depois. A canção "All Hail The Fallen King", com Phil Bozeman, vocalista do Whitechapel, também estreou antes do lançamento do disco.
Chelsea Grin em turnê com apoio do álbum com Emmure e Attila antes de ser incluído no All Stars Tour, que contou com as mesmas bandas e muitos outros, como After the Burial, Born of Osiris e Motionless in White.
Chelsea Grin foi definidas para iniciar a Warped Tour 2012. Ao mesmo tempo do anúncio Warped Tour, os planos para lançar um EP de 5 músicas foram confirmadas. Em dezembro do ano passado, guitarrista, Michael Stafford deixou a banda. O guitarrista, Jason Richardson (Born of Osiris (ex-All Shall Perish) assumiu a posição de Stafford até novo aviso. Stafford explicou que ele não podia suportar turnê mais, juntamente com outras razões para a explicação da partida. Menos de uma semana depois, Richardson foi expulso Born of Osiris, e logo em seguida mudou sua posição como membro substituto no Chelsea Grin de um membro permanente.
Evolve EP foi lançado em 19 de junho de 2012. Artery transmitiu a canção do EP, intitulado "Lilith" em 9 de maio de 2012.
No final de novembro de 2012, Pablo Viveros juntou Chelsea Grin na bateria. Em novembro e dezembro 2012 Chelsea apoiado Motionless in White em sua turnê norte-americana, intitulado "O tour Infamous". A turnê foi um sucesso, com muitas datas foram vendidos por toda parte. A banda então fez uma pequena turnê na América do Norte em Janeiro. Chelsea Grin participou no Festival Soundwave na Austrália em fevereiro de 2013, bem como dois shows sidewave com Of Mice and Men e  While She Sleeps.

### Ashes to Ashes
Em março de 2013, a banda fez uma turnê com "Attila", "Betraying the Martyrs", "Within The Ruins" e "Buried In Verona" em a sua segunda grande turnê, "The Sick Tour 2". A banda divulgou "Emmure" em toda a Europa durante abril e maio de 2013. Este foi terceira vez da banda na Europa. Chelsea Grin participou de vários festivais na Europa durante os meses de verão, incluindo o Festival Open Air com "Parkway Drive". Eles também tocaram o All Stars 2013 ao lado de Every Time I Die. Em junho de 2013, Chelsea Grin lançou uma música completa do Korn "Right Now", produzido por um dos do Chelsea Grin o guitarrista Dan Jones. No final de junho, Chelsea grin foram anunciados como o principal ato de apoio no "Brothers in arms tour" com os "Amity Affliction Stick to your guns" e "in Hearts Wake". A turnê que abrange a maioria das capitais da Austrália terá lugar no final de outubro 2013.
A banda entrou oficialmente em estúdio no final de novembro de 2013, dois anos desde seu último álbum. O novo álbum será intitulado "Ashes to Ashes" e será lançado em 8 de julho de 2014. Um novo single intitulado "Letters" foi lançado em 17 de dezembro de 2013. O álbum foi produzido por Chelsea Grin e Diego Farias, guitarrista da banda "Volumes". A banda também diz: "Este álbum tem a mesma quantidade de material e Desolation of Eden, My Damnation e Evolve... COMBINANDO". O vocalista Alex Koehler afirma que o conteúdo lírico em "Ashes to Ashes" é muito mais positivo do que nos outros álbuns, "é mais sobre em pé por si mesmos e não dando a mínima para opiniões de mais ninguém. Cada canção vai ser baseado na vida real, alcoolismo, abuso de drogas, a violência ea mentira cotidiana forçado o para baixo de nossas gargantas. Koehler descreve o álbum como: "implacavelmente pesado, com um toque de melodia." Em 12 de maio de 2014 um vídeo lírico foi lançado da canção "Angels Shall Sin, Demons Shall Pray".
Chelsea Grin participaria da Vans Warped Tour 2014.

### A saída de Jason Richardson e novo álbum
No dia 21 de Setembro de 2015, Chelsea Grin anunciou em sua página no Facebook que irá lançar um novo trabalho em meados de 2016 (que "promete" ser o [seu] trabalho mais extremo lançado até a data) e que Jason estaria se separando da banda devido as diferenças musicais relacionadas com a direção da gravadora (planejando lançar um disco solo), para ser substituído por Stephen Rutishauser, que tem estado a tocar com a banda desde 2014 em tour's principalmente no lugar de Dan Jones, que está na faculdade de medicina.

### A saída de Alex Koehler
O vocalista Alex Koehler deixou a banda por estar sofrendo de depressão e estar em reabilitação de seu vicio em álcool, só se afastou da banda mas continuou em um novo projeto chamado Grudges. A banda colocou em seu lugar Tom Barber ex-integrante da banda Lorna Shore, que já entrou na banda para o novo álbum então chamado de Eternal Nightmare.

## Estilo e influências
O som do Chelsea Grin apresenta um estilo musical conhecido como deathcore. No entanto, o álbum da banda My Damnation destaca algumas influências e elementos de black metal e doom metal com seu estilo deathcore com palhetada alternada e temas sobre inferno e a condenação. Além disso, no EP Evolve, se presencia fortes elementos selecionadas de metal progressivo e o death metal melódico, com sua instrumentação técnica e melódica, bem como até mesmo alguns sons de metal sinfônico em algumas músicas. A banda cita The Black Dahlia Murder, Deftones, Suicide Silence, Whitechapel, Behemoth, Megadeth, Slayer, The Agony Scene, Bleeding Through, Atreyu e Bury Your Dead como suas influências.
Em uma entrevista com Jake Harmond em vista da banda no rótulo do deathcore, ele disse: "Todo mundo gosta de bater sua mandíbula e expressar sua própria opinião como" embaraçoso "é estar em uma banda que pode ser rotulado de" deathcore ", mas honestamente nós nunca deram a mínima ". Chelsea Grin também foram tão longe de se auto-identificam como deathcore, que foi destaque nos primeiros anos da banda, ao descrever seu som.

## Membros
| Atuais - Tom Barber - vocal (2018–presente) - David Flinn - baixo (2009–presente) - Sthepen Rutishauser - guitarra (2015–presente)(membro de apoio–2014), - Pablo Viveros - bateria (2012–presente) | Ex-Membros - Chris Kilbourn - guitarra (2007–2009) - Davis Pugh - baixo (2009) - Austin Marticorena - baixo (2007-2008) - Kory Shilling - bateria (2009) - Michael Stafford - guitarra, vocal (2007–2011) - Andrew Carlston - bateria (2007–2012) - Jason Richardson - guitarra (2012–2015) - Jacob Harmond - guitarra (2009–2018) - Daniel Jones - guitarra (2009–2018) - Alex Koehler - Vocal (2007–2018) |

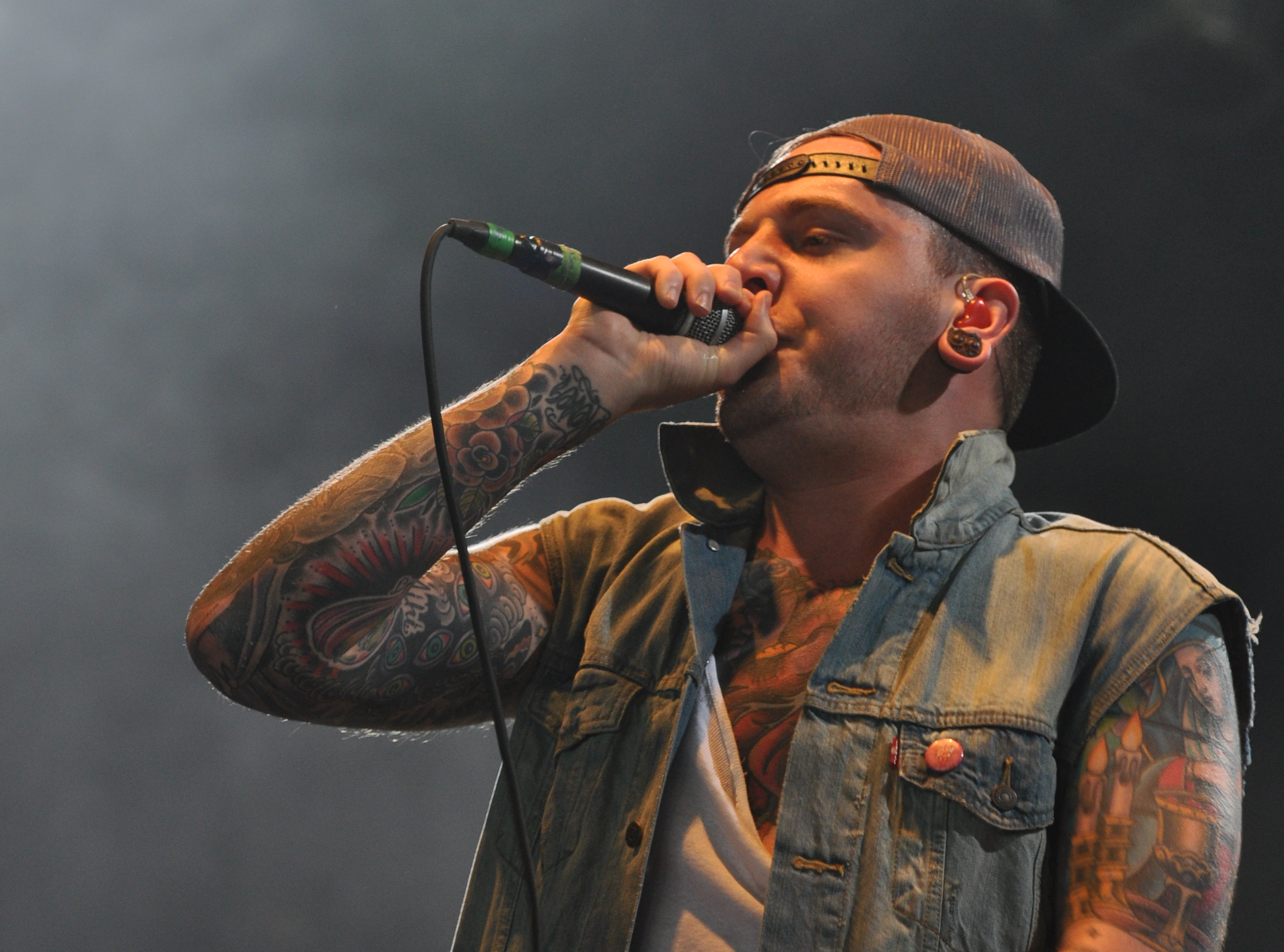
Alex Koehler
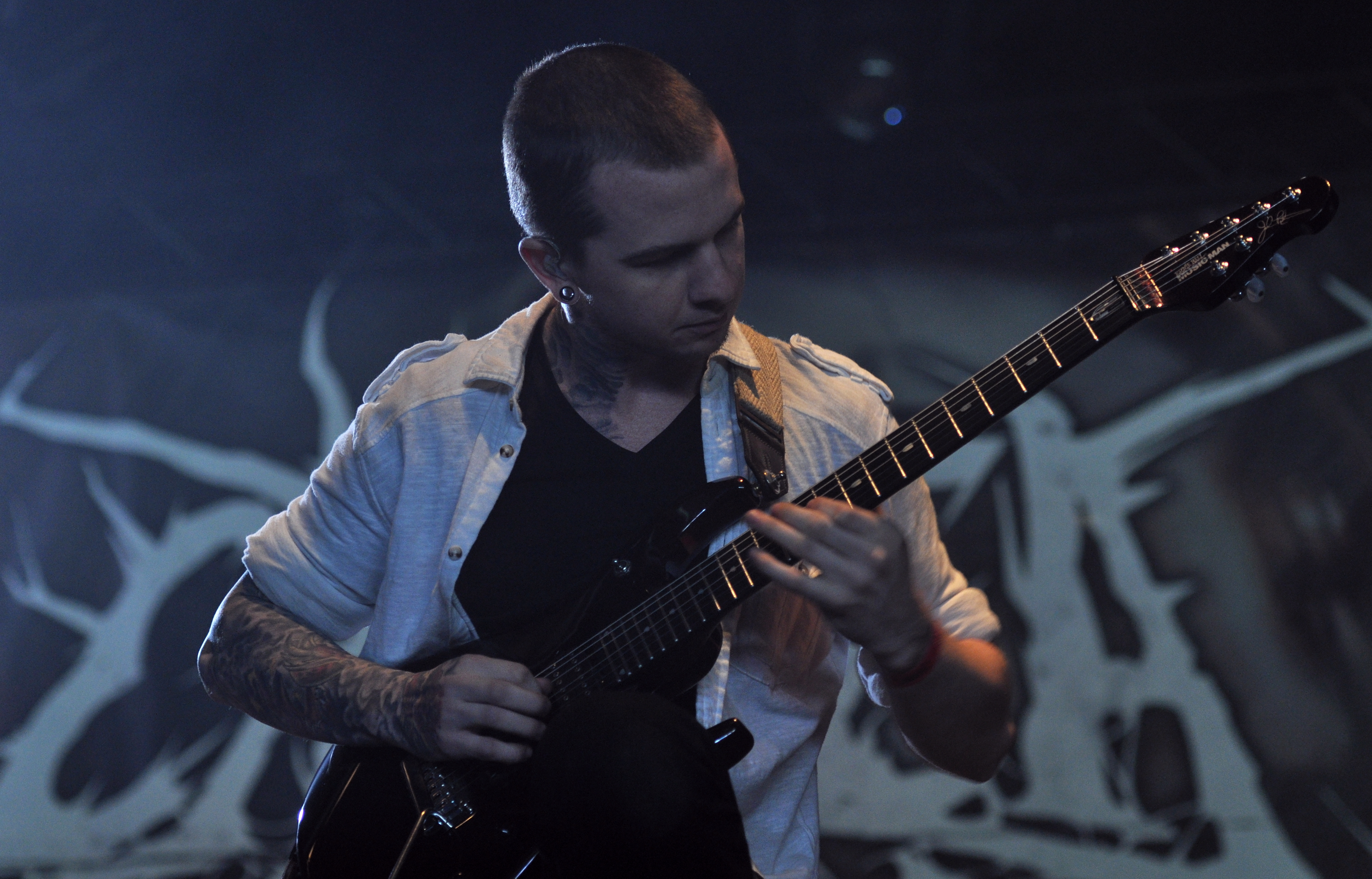
Jason Richardson
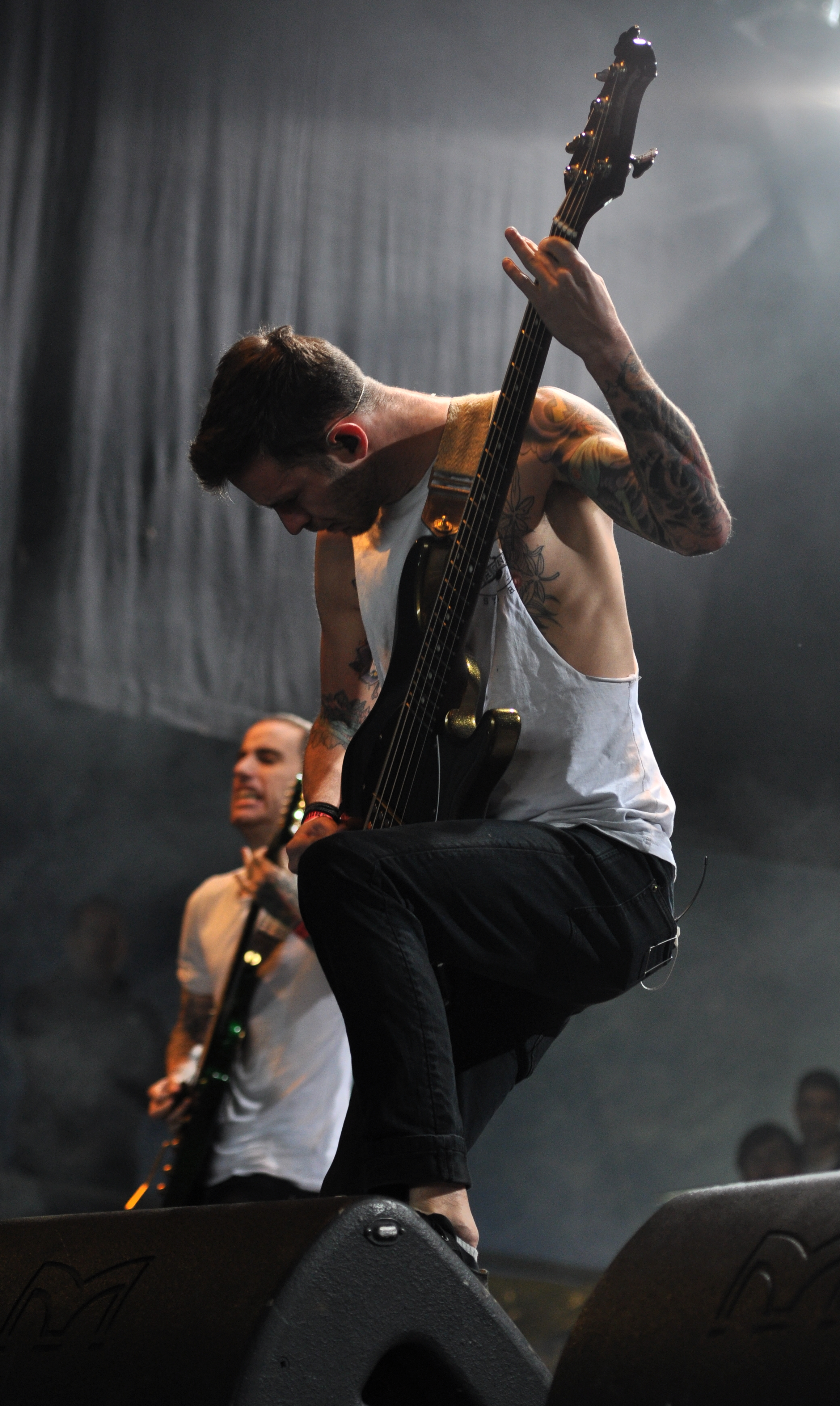
David Flinn
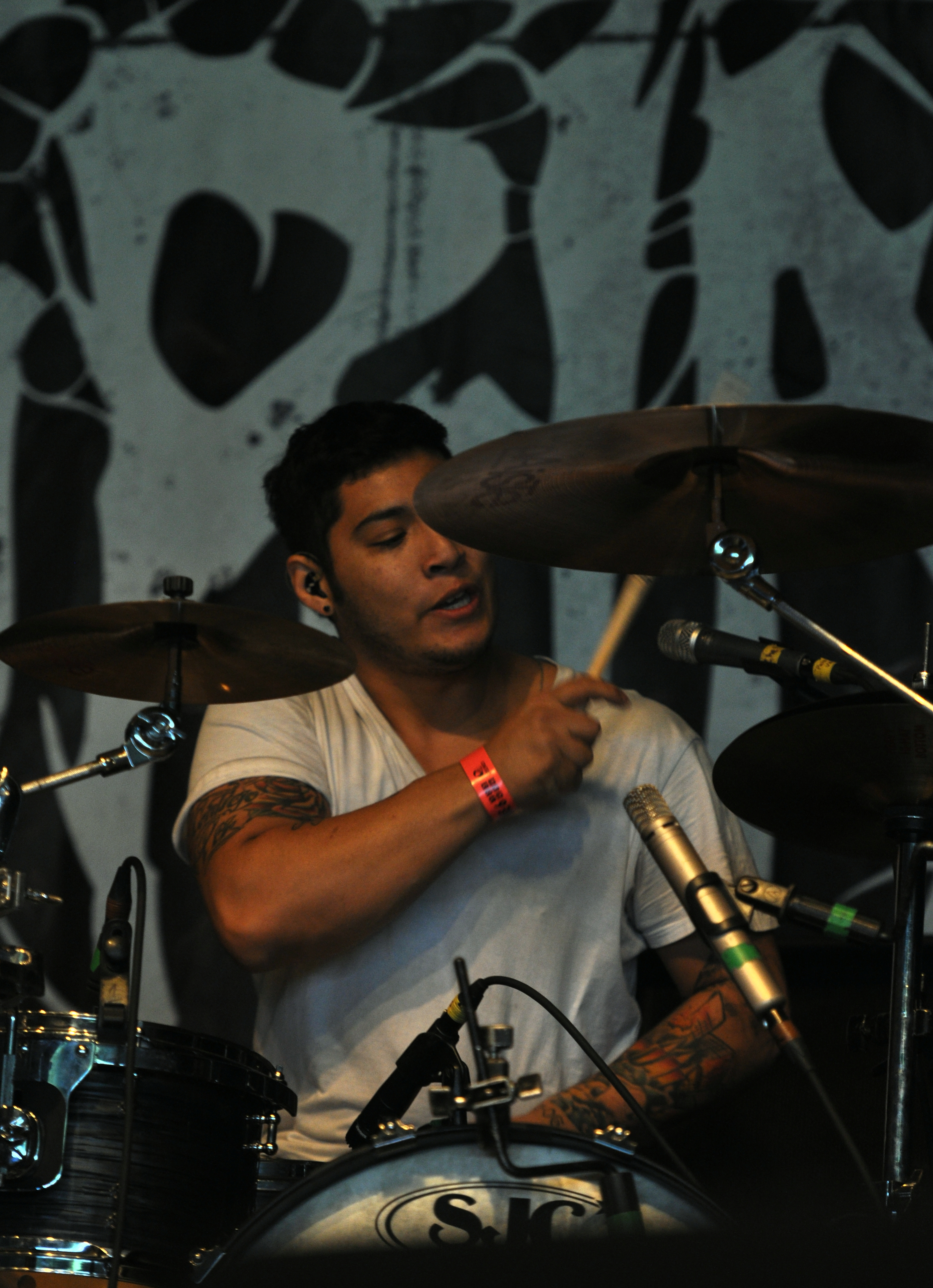
Pablo Viveros

## Discografia
Álbuns de estúdio
- Desolation of Eden (2010)
- My Damnation (2011)
- Ashes to Ashes (2014)
- Self Inflicted (2016)

EP
- Chelsea Grin (2008)
- Evolve (2012)

## Videografia
| Título                   | Ano  | Diretor          | Álbum              |
| ------------------------ | ---- | ---------------- | ------------------ |
| "Sonnet of the Wretched" | 2010 | Stefan Anderson  | Desolation of Eden |
| "Recreant"               | 2011 | Stefan Anderson  | Desolation of Eden |
| "My Damnation"           | 2011 | Ramon Boutviseth | My Damnation       |
| "The Foolish One"        | 2012 | James Sharrock   | My Damnation       |
| "Don't Ask Don't Tell"   | 2012 | Stefan Anderson  | Evolve             |
| "Playing With Fire"      | 2014 | Ryan Sheehy      | Ashes To Ashes     |
| " Clockwork "            | 2014 | Ryan Sheehy      | Ashes To Ashes     |